# Kubok SSSR 1967-1968
La Kubok SSSR 1967-1968 fu la 27ª edizione del trofeo. Vide la vittoria finale della Torpedo Mosca, giunto al suo quarto titolo.

## Formula
Anche in questa edizione parteciparono il torneo era diviso in due fasi: la fase preliminare si tenne per lo più nel 1967 (quando ancora la fase finale dell'edizione precedente era in corso) e vide coinvolte le sole squadre militanti nella Klass B 1967 (terza serie). In questo caso, però, non tutte le squadre parteciparono e la divisione in zone non rispecchiò quella dei gironi. In particolare le zone russe erano sei, mentre in campionato erano sette; quelle ucraine erano due, ma con nomi e partecipanti differenti; la zona asiatica era inizialmente divisa in quattro mini gironi (contro l'unico del 1966-1967).
Dato che le squadre della Vtoraja Gruppa A 1968 entrarono in scena nella fase finale e quelle della Pervaja Gruppa A 1968 entrarono in gioco direttamente nel quarto turno, come nelle due edizioni precedenti il fatto che il torneo si dipanò su due stagioni di campionato portò a situazioni particolari come il caso che alcune squadre eliminate nella fase preliminare si ritrovassero riammesse alla fase finale in quanto nel frattempo promosse. In questa edizione questa sorte toccò ad undici club: Volga Ulyanovsk, Volgar Astrakhan, Dinamo Makhachkala, Metallurg Kuibyshev, Metallurg Magnitogorsk, Neman Grodno, Polad Sumgait, SKA Chita, Spartak Yoshkar-Ola, Angara Irkutsk (che tra l'altro cambiò nome in Aeroflot) e Lokomotiv Krasnoyarsk (che cambiò nome in	Rassvet).
In tutti i turni, sia nella fase preliminare che in quella finale, la formula fu quella classica dei turni ad eliminazione diretta, con gare di sola andata e tempi supplementari, ma senza tiri di rigore: in caso di parità si ricorreva al replay, disputato il giorno seguente sul medesimo terreno di gioco; in questa edizione, però, per la prima volta si ricorse ai rigori nelle sole zone ucraine. Solo nella fase preliminare delle zone asiatiche si ricorse ai gironi all'italiana (composti di tre o quattro squadre), con le squadre che si incontrarono tra di loro in gare di sola andate e l'assegnazione di due punti per la vittoria, uno per il pareggio e zero per la sconfitta.
La finale, come da tradizione, fu disputata a Mosca allo Stadio Centrale Lenin.

## Fase preliminare

### Zona Russia 1

#### Sedicesimi di finale
Le partite furono disputate il 23 aprile 1967.
| Squadra 1              | Risultato | Squadra 2      |
| ---------------------- | --------- | -------------- |
| Spartak Belgorod       | 1 – 0     | Dinamo Brjansk |
| Trudovye Rezervy Kursk | 1 – 0     | Iskra Smolensk |

#### Ottavi di finale
Le partite furono disputate l'11 maggio, le ripetizioni il 12 maggio 1967.
| Squadra 1           | Risultato | Squadra 2              |
| ------------------- | --------- | ---------------------- |
| Zveynieks Liepāja   | 1 – 0     | Dvina Vicebsk          |
| Znamja Noginsk      | 1 – 0     | Spartak Tambov         |
| Spartak Rjazan'     | 2 – 0     | Spartak Belgorod       |
| Spartak Mogilev     | 2 – 0     | Spartak Brest          |
| Chimik Novomoskovsk | 1 – 0     | Trudovye Rezervy Kursk |
| Avangard Kolomna    | 3 – 2     | Zvezda Serpuchov       |
| Znamja Truda        | 3 – 1     | Spartak Orël           |
| Granitas Klaipėda   | 3 – 0     | Nëman                  |

#### Quarti di finale
Le partite furono disputate tra il 18 e il 20 maggio 1967.
| Squadra 1         | Risultato   | Squadra 2           |
| ----------------- | ----------- | ------------------- |
| Zveynieks Liepāja | 0 – 1       | Granitas Klaipėda   |
| Spartak Mogilev   | 2 – 1 (dts) | Spartak Rjazan'     |
| Avangard Kolomna  | 1 – 0       | Znamja Noginsk      |
| Znamja Truda      | 4 – 1       | Chimik Novomoskovsk |

#### Semifinali
Le partite furono disputate il 15 maggio 1967.
| Squadra 1         | Risultato | Squadra 2        |
| ----------------- | --------- | ---------------- |
| Znamja Truda      | 0 – 1     | Spartak Mogilev  |
| Granitas Klaipėda | 0 – 1     | Avangard Kolomna |

#### Finale
La partita fu disputata il 18 agosto 1967.
| Squadra 1       | Risultato | Squadra 2        |
| --------------- | --------- | ---------------- |
| Spartak Mogilev | 4 – 0     | Avangard Kolomna |

### Zona Russia 2

#### Sedicesimi di finale
Le partite furono disputate tra il 26 marzo e il 23 aprile 1967.
| Squadra 1        | Risultato | Squadra 2          |
| ---------------- | --------- | ------------------ |
| Volga Ul'janovsk | 1 – 0     | Ėnergija Čeboksary |
| Kovrovets Kovrov | 2 – 1     | Sever Murmansk     |
| Torpedo Ljubercy | 1 – 0     | Torpedo Vladimir   |

#### Ottavi di finale
Le partite furono disputate tra il 26 marzo e il 23 aprile 1967.
| Squadra 1                 | Risultato   | Squadra 2            |
| ------------------------- | ----------- | -------------------- |
| Volga Ul'janovsk          | 1 – 0       | Torpedo Podolsk      |
| Saturn Rybinsk            | 2 – 0       | Kovrovets Kovrov     |
| Metallurg Čerepovec       | 2 – 1       | Bolshevik Leningrado |
| Spartak Saransk           | 3 – 1       | Spartak Kostroma     |
| Mashinostroitel Balashiha | 1 – 2 (dts) | Torpedo Ljubercy     |
| Dinamo Vologda            | 1 – 0       | Onežec Petrozavodsk  |
| Metallurg Lipeck          | 2 – 1       | Chaika Zelenodolsk   |
| Chimik Dzeržinsk          | 2 – 0       | Torpedo Pavlovo      |

#### Quarti di finale
Le partite furono disputate tra il 26 marzo e il 23 aprile 1967.
| Squadra 1        | Risultato | Squadra 2           |
| ---------------- | --------- | ------------------- |
| Volga Ul'janovsk | 1 – 0     | Chimik Dzeržinsk    |
| Dinamo Vologda   | 0 – 1     | Metallurg Lipeck    |
| Torpedo Ljubercy | 1 – 0     | Spartak Saransk     |
| Saturn Rybinsk   | 2 – 1     | Metallurg Čerepovec |

#### Semifinali
Le partite furono disputate tra il 26 marzo e il 23 aprile 1967.
| Squadra 1        | Risultato | Squadra 2        |
| ---------------- | --------- | ---------------- |
| Metallurg Lipeck | 2 – 0     | Saturn Rybinsk   |
| Volga Ul'janovsk | 1 – 0     | Torpedo Ljubercy |

#### Finale
La partita fu disputata il 18 agosto 1967.
| Squadra 1        | Risultato | Squadra 2        |
| ---------------- | --------- | ---------------- |
| Metallurg Lipeck | 3 – 1     | Volga Ul'janovsk |

### Zona Russia 3

#### Sedicesimi di finale
Le partite furono disputate tra il 26 marzo e il 23 aprile 1967.
| Squadra 1           | Risultato   | Squadra 2                |
| ------------------- | ----------- | ------------------------ |
| Polad               | 2 – 1 (dts) | Tekstilshchik Mingechaur |
| Urozhay Pavlovskaya | 1 – 0       | Urozhay Svetlograd       |
| Volgar' Astrachan'  | 4 – 0       | Chimik Balakovo          |

#### Ottavi di finale
Le partite furono disputate tra il 26 marzo e il 23 aprile 1967.
| Squadra 1                    | Risultato | Squadra 2           |
| ---------------------------- | --------- | ------------------- |
| Torpedo Armavir              | 3 – 2     | Polad               |
| Energiya Novocherkassk       | 3 – 0     | Kalitva Belaya      |
| Energija Volžskij            | 1 – 0     | Trud Ėngel's        |
| Trud Togliatti               | 2 – 1     | Chimmaševec         |
| Torpedo Taganrog             | 2 – 0     | Urozhay Pavlovskaya |
| Šachtër Šachty               | 3 – 2     | Volgar' Astrachan'  |
| Tyazhmash Syzran             | 1 – 0     | Metallurg Kuibyshev |
| Progress Kamensk-Shakhtinsky | 3 – 0     | Uralan              |

#### Quarti di finale
Le partite furono disputate tra il 26 marzo e il 23 aprile 1967.
| Squadra 1              | Risultato | Squadra 2                    |
| ---------------------- | --------- | ---------------------------- |
| Trud Togliatti         | 3 – 4     | Energija Volžskij            |
| Tyazhmash Syzran       | 2 – 1     | Torpedo Taganrog             |
| Šachtër Šachty         | 1 – 0     | Progress Kamensk-Shakhtinsky |
| Energiya Novocherkassk | 4 – 1     | Torpedo Armavir              |

#### Semifinali
Le partite furono disputate tra il 26 marzo e il 23 aprile 1967.
| Squadra 1              | Risultato | Squadra 2        |
| ---------------------- | --------- | ---------------- |
| Energija Volžskij      | 1 – 2     | Tyazhmash Syzran |
| Energiya Novocherkassk | 3 – 2     | Šachtër Šachty   |

#### Finale
La partita fu disputata il 20 agosto 1967.
| Squadra 1              | Risultato | Squadra 2        |
| ---------------------- | --------- | ---------------- |
| Energiya Novocherkassk | 2 – 1     | Tyazhmash Syzran |

### Zona Russia 4

#### Sedicesimi di finale
Le partite furono disputate tra il 26 marzo e il 23 aprile 1967.
| Squadra 1        | Risultato | Squadra 2           |
| ---------------- | --------- | ------------------- |
| Lori Kirovakan   | 1 – 0     | Araks Echmiadzin    |
| Lernagorts Kafan | 2 – 1     | Sevan Oktemberyan   |
| Dinamo Sukhumi   | 3 – 2     | Shukura Kobuleti    |
| Guria Lanchkhuti | 3 – 2     | K'olkheti-1913 Poti |

#### Ottavi di finale
Le partite furono disputate tra il 1º aprile e il 12 maggio 1967.
| Squadra 1           | Risultato | Squadra 2                  |
| ------------------- | --------- | -------------------------- |
| Cement Novorossijsk | 3 – 1     | Dinamo Machačkala          |
| Metallurg Rustavi   | 2 – 0     | Mašinostroitel' Pjatigorsk |
| Inguri Zugdidi      | 1 – 0     | Magaroeli Chiatura         |
| Urožaj Majkop       | 0 – 2     | Spartak Kislovodsk         |
| Urozhay Krymsk      | 4 – 0     | Urozhay Derbent            |
| Dinamo Sukhumi      | 2 – 4     | Guria Lanchkhuti           |
| Lori Kirovakan      | 3 – 2     | Dila Gori                  |
| Lernagorts Kafan    | 4 – 3     | Alazani Gurdzhaani         |

#### Quarti di finale
Le partite furono disputate tra il 14 giugno e il 3 luglio 1967.
| Squadra 1          | Risultato | Squadra 2           |
| ------------------ | --------- | ------------------- |
| Metallurg Rustavi  | 1 – 0     | Guria Lanchkhuti    |
| Urozhay Krymsk     | 2 – 1     | Cement Novorossijsk |
| Spartak Kislovodsk | -         | Lori Kirovakan      |
| Lernagorts Kafan   | 1 – 0     | Inguri Zugdidi      |

#### Semifinali
Le partite furono disputate il 21 e il 25 luglio 1967.
| Squadra 1         | Risultato | Squadra 2          |
| ----------------- | --------- | ------------------ |
| Lernagorts Kafan  | 0 – 2     | Spartak Kislovodsk |
| Metallurg Rustavi | 0 – 2     | Urozhay Krymsk     |

#### Finale
La partita fu disputata il 20 agosto 1967. Lo Spartak Kislovodsk cambiò nome in Narzan Kislovodsk.
| Squadra 1      | Risultato | Squadra 2         |
| -------------- | --------- | ----------------- |
| Urozhay Krymsk | 0 – 1     | Narzan Kislovodsk |

### Zona Russia 5

#### Sedicesimi di finale
Le partite furono disputate il 23 aprile 1967.
| Squadra 1              | Risultato | Squadra 2          |
| ---------------------- | --------- | ------------------ |
| Metallurg Magnitogorsk | 2 – 1     | Neftyanik Bugulma  |
| Lokomotiv Oremburg     | 4 – 1     | Torpedo Miass      |
| Kalininets Sverdlovsk  | 3 – 0     | Metallurg Zlatoust |

#### Ottavi di finale
Le partite furono disputate tra il 1º aprile e il 12 maggio 1967.
| Squadra 1              | Risultato | Squadra 2              |
| ---------------------- | --------- | ---------------------- |
| Kauchuk Sterlitamak    | –         | Aktyubinets Aktyubinsk |
| Zenit Iževsk           | 2 – 1     | Burovik Al'met'evsk    |
| Zauralec Kurgan        | 0 – 1     | Metallurg Magnitogorsk |
| Uralec-TS Nižnij Tagil | 1 – 0     | Lokomotiv Oremburg     |
| Spartak Joškar-Ola     | 4 – 0     | Neftyanik Oktyabrskiy  |
| Neftyanik Tjumen'      | 1 – 4     | Dinamo Kirov           |
| Avtomobilist Qostanay  | 2 – 1     | Khimik Salavat         |
| Khimik Berezniki       | 1 – 0     | Kalininets Sverdlovsk  |

#### Quarti di finale
Le partite furono disputate il 9 e il 10 giugno 1967.
| Squadra 1              | Risultato   | Squadra 2              |
| ---------------------- | ----------- | ---------------------- |
| Zenit Iževsk           | 2 – 0       | Khimik Berezniki       |
| Avtomobilist Qostanay' | 0 – 2       | Metallurg Magnitogorsk |
| Uralec-TS Nižnij Tagil | 1 – 2       | Kauchuk Sterlitamak    |
| Dinamo Kirov           | 3 – 2 (dts) | Spartak Joškar-Ola     |

#### Semifinali
Le partite furono disputate il 21 luglio 1967.
| Squadra 1           | Risultato | Squadra 2              |
| ------------------- | --------- | ---------------------- |
| Kauchuk Sterlitamak | 1 – 0     | Metallurg Magnitogorsk |
| Dinamo Kirov        | 0 – 1     | Zenit Iževsk           |

#### Finale
La partita fu disputata il 16 agosto 1967.
| Squadra 1    | Risultato | Squadra 2           |
| ------------ | --------- | ------------------- |
| Zenit Iževsk | 5 – 0     | Kauchuk Sterlitamak |

### Zona Russia 6

#### Sedicesimi di finale
Le partite furono disputate il 28 aprile 1967.
| Squadra 1               | Risultato   | Squadra 2            |
| ----------------------- | ----------- | -------------------- |
| Cementnik Semipalatinsk | 2 – 1 (dts) | Shakhtyor Kiselyovsk |
| Progress Biysk          | 2 – 0       | Shahtyor Prokopyevsk |

#### Ottavi di finale
Le partite furono disputate tra il 1º aprile e il 12 maggio 1967.
| Squadra 1             | Risultato   | Squadra 2               |
| --------------------- | ----------- | ----------------------- |
| Avangard K.N.A.       | 2 – 1       | Rybak Nakhodka          |
| Torpedo Rubcovsk      | 0 – 1       | Cementnik Semipalatinsk |
| Start Angarsk         | 2 – 0       | Neftyanik Omsk          |
| SKA Chita             | 3 – 2 (dts) | Angara Irkutsk          |
| Selenga               | 1 – 0       | Pursey Bratsk           |
| Amur Blagoveščensk    | 0 – 1       | Okean Vladivostok       |
| Metallurg Novokuzneck | 2 – 0       | Ertis                   |
| Lokomotiv Krasnojarsk | 2 – 0       | Progress Biysk          |

#### Quarti di finale
Le partite furono disputate tra il 1º giugno e il 2 luglio 1967.
| Squadra 1               | Risultato   | Squadra 2             |
| ----------------------- | ----------- | --------------------- |
| Cementnik Semipalatinsk | 1 – 0 (dts) | Metallurg Novokuzneck |
| Selenga                 | 3 – 0       | SKA Chita             |
| Okean Vladivostok       | 1 – 0       | Avangard K.N.A.       |
| Lokomotiv Krasnojarsk   | 2 – 1       | Start Angarsk         |

#### Semifinali
Le partite furono disputate tra il 23 e il 25 luglio 1967.
| Squadra 1               | Risultato | Squadra 2             |
| ----------------------- | --------- | --------------------- |
| Cementnik Semipalatinsk | 2 – 0     | Lokomotiv Krasnojarsk |
| Okean Vladivostok       | 2 – 1     | Selenga               |

#### Finale
La partita fu disputata il 23 agosto 1967.
| Squadra 1               | Risultato | Squadra 2         |
| ----------------------- | --------- | ----------------- |
| Cementnik Semipalatinsk | 5 – 2     | Okean Vladivostok |

### Zona Transcarpazia

#### Ottavi di finale
Le partite furono disputate il 16 e il 17 marzo 1968.
| Squadra 1                | Risultato         | Squadra 2            |
| ------------------------ | ----------------- | -------------------- |
| Šachtar Kadiïvka         | 2 – 0             | Dnepr Čerkasy        |
| Spartak Ivano-Frankivs'k | 0 – 0 (6 – 4 dcr) | Torpedo Luc'k        |
| Karpaty Mukačeve         | 1 – 0             | Start Dzerzhinsk     |
| Enerhija Nova Kachovka   | 1 – 0             | Goryn' Rivne         |
| Dynamo Chmel'nyc'kyj     | 2 – 1             | Neftyanik Drogobych  |
| Bukovyna Černivci        | 2 – 1             | Shahtyor Novovolynsk |
| Avangard Ternopol        | 3 – 0             | Verchovina Užhorod   |
| Avangard Makeevka        | 0 – 0 (dcr)       | Shakhtyor Krasnograd |

#### Quarti di finale
Le partite furono disputate il 20 e il 21 marzo 1968.
| Squadra 1              | Risultato | Squadra 2                |
| ---------------------- | --------- | ------------------------ |
| Dynamo Chmel'nyc'kyj   | 2 – 0     | Spartak Ivano-Frankivs'k |
| Šachtar Kadiïvka       | 0 – 0     | Avangard Ternopol        |
| Karpaty Mukačeve       | 2 – 1     | Bukovyna Černivci        |
| Enerhija Nova Kachovka | 1 – 0     | Avangard Makeevka        |

#### Semifinali
Le partite furono disputate il 24 marzo 1968.
| Squadra 1            | Risultato       | Squadra 2              |
| -------------------- | --------------- | ---------------------- |
| Karpaty Mukačeve     | 0 – 0 (1-0 dcr) | Enerhija Nova Kachovka |
| Dynamo Chmel'nyc'kyj | 2 – 0           | Šachtar Kadiïvka       |

#### Finale
La partita fu disputata il 30 marzo 1968.
| Squadra 1        | Risultato | Squadra 2            |
| ---------------- | --------- | -------------------- |
| Karpaty Mukačeve | 0 – 1     | Dynamo Chmel'nyc'kyj |

### Zona della Crimea

#### Ottavi di finale
Le partite furono disputate tra il 19 e il 21 marzo 1968.
| Squadra 1                 | Risultato   | Squadra 2           |
| ------------------------- | ----------- | ------------------- |
| Torpedo Kharkov           | 1 – 0 (dts) | Šachtar Sverdlov'sk |
| Prometey Dneprodzerzhinsk | 1 – 0       | Lokomotiv Donetsk   |
| Kolos Akimovka            | 2 – 1       | Progress Berdichev  |
| Avangard Kerč             | 1 – 0 (dts) | Torpedo Berdyansk   |
| Sitall Konstantinovka     | 2 – 0       | Trubnik Nikopol     |

#### Quarti di finale
Le partite furono disputate tra il 21 e il 24 marzo 1968.
| Squadra 1      | Risultato       | Squadra 2                 |
| -------------- | --------------- | ------------------------- |
| Desna Černihiv | 0 – 0 (9-8 dcr) | Avangard Rovenki          |
| Spartak Sumy   | 1 – 0           | Torpedo Kharkov           |
| Kolos Akimovka | 2 – 1           | Sitall Konstantinovka     |
| Avangard Kerč  | 1 – 2           | Prometey Dneprodzerzhinsk |

#### Semifinali
Le partite furono disputate il 27 marzo 1968.
| Squadra 1      | Risultato | Squadra 2                 |
| -------------- | --------- | ------------------------- |
| Spartak Sumy   | 2 – 1     | Kolos Akimovka            |
| Desna Černihiv | 3 – 1     | Prometey Dneprodzerzhinsk |

#### Finale
La partita fu disputata il 30 marzo 1968.
| Squadra 1    | Risultato | Squadra 2      |
| ------------ | --------- | -------------- |
| Spartak Sumy | 1 – 0     | Desna Černihiv |

### Zona dell'Asia

#### Girone 1

##### Risultati
Gli incontri furono tra il 3 e il 16 marzo 1968.
| Squadra 1            | Risultato | Squadra 2            |
| -------------------- | --------- | -------------------- |
| Sverdlovets Tashkent | 2 – 0     | Tselinnik Jangier    |
| Metallurg Almalyk    | 2 – 0     | Sverdlovets Tashkent |
| Tselinnik Jangier    | 3 – 1     | Metallurg Almalyk    |

##### Classifica finale
|  | Pos. | Squadra              | Pt | G | V | N | P | GF | GS | DR |
|  | ---- | -------------------- | -- | - | - | - | - | -- | -- | -- |
|  | 1.   | Sverdlovets Tashkent | 2  | 2 | 1 | 0 | 1 | 2  | 2  | +0 |
|  | 2.   | Tselinnik Jangier    | 2  | 2 | 1 | 0 | 1 | 3  | 3  | +0 |
|  | 3.   | Metallurg Almalyk    | 2  | 2 | 1 | 0 | 1 | 3  | 3  | +0 |

Sverdlovets Tashkent  ammesso alla semifinale.

#### Girone 2

##### Risultati
Gli incontri furono tra il 2 e il 16 marzo 1968.
| Squadra 1           | Risultato | Squadra 2           |
| ------------------- | --------- | ------------------- |
| Fakel Bukhara       | 0 – 0     | Irrigator Chardzhou |
| Samarcanda          | 1 – 1     | Kara-Kum Mary       |
| Kara-Kum Mary       | 1 – 1     | Fakel Bukhara       |
| Irrigator Chardzhou | 2 – 1     | Samarcanda          |
| Irrigator Chardzhou | 3 – 1     | Kara-Kum Mary       |
| Fakel Bukhara       | 1 – 3     | Samarcanda          |

##### Classifica finale
|  | Pos. | Squadra             | Pt | G | V | N | P | GF | GS | DR |
|  | ---- | ------------------- | -- | - | - | - | - | -- | -- | -- |
|  | 1.   | Irrigator Chardzhou | 2  | 4 | 2 | 1 | 0 | 5  | 2  | +3 |
|  | 2.   | Samarcanda          | 3  | 4 | 1 | 1 | 1 | 5  | 4  | +1 |
|  | 3.   | Fakel Bukhara       | 2  | 4 | 0 | 2 | 1 | 2  | 4  | -2 |
|  | 4.   | Kara-Kum Mary       | 2  | 4 | 0 | 2 | 1 | 3  | 5  | -2 |

Irrigator Chardzhou  ammesso alla semifinale.

#### Girone 3

##### Risultati
Gli incontri furono tra il 3 e il 16 marzo 1968.
| Squadra 1           | Risultato | Squadra 2         |
| ------------------- | --------- | ----------------- |
| Pakhtaaral Syrdarya | 1 – 1     | Spartak Andijon   |
| Pakhtaaral Syrdarya | 1 – 1     | Akkurgan Tashkent |
| Spartak Andijon     | 2 – 0     | Akkurgan Tashkent |

##### Classifica finale
|  | Pos. | Squadra             | Pt | G | V | N | P | GF | GS | DR |
|  | ---- | ------------------- | -- | - | - | - | - | -- | -- | -- |
|  | 1.   | Spartak Andijon     | 2  | 2 | 1 | 1 | 0 | 3  | 1  | +2 |
|  | 2.   | Pakhtaaral Syrdarya | 2  | 2 | 0 | 2 | 0 | 2  | 2  | +0 |
|  | 3.   | Akkurgan Tashkent   | 1  | 2 | 0 | 1 | 1 | 1  | 3  | -2 |

Spartak Andijon  ammesso alla semifinale.

#### Girone 4

##### Risultati
Gli incontri furono tra il 3 e il 16 marzo 1968.
| Squadra 1            | Risultato | Squadra 2            |
| -------------------- | --------- | -------------------- |
| Paxtakor Kurgan-Tube | 2 – 2     | Alay Osh             |
| Ok Oltyn Andijon     | 0 – 0     | Alay Osh             |
| Ok Oltyn Andijon     | 4 – 1     | Paxtakor Kurgan-Tube |

##### Classifica finale
|  | Pos. | Squadra              | Pt | G | V | N | P | GF | GS | DR |
|  | ---- | -------------------- | -- | - | - | - | - | -- | -- | -- |
|  | 1.   | Ok Oltyn Andijon     | 3  | 2 | 1 | 1 | 0 | 4  | 1  | +3 |
|  | 2.   | Alay Osh             | 2  | 2 | 0 | 2 | 0 | 2  | 2  | +0 |
|  | 3.   | Paxtakor Kurgan-Tube | 1  | 2 | 0 | 1 | 1 | 3  | 6  | -3 |

Ok Oltyn Andijon  ammesso alla semifinale.

#### Semifinali
Le gare furono disputate il 21 e il 22 marzo 1968.
| Squadra 1           | Risultato | Squadra 2            |
| ------------------- | --------- | -------------------- |
| Spartak Andijon     | 1 – 4     | Sverdlovets Tashkent |
| Irrigator Chardzhou | 2 – 0     | Ok Oltyn Andijon     |

#### Finale
La partita fu disputata il 28 marzo 1968.
| Squadra 1            | Risultato   | Squadra 2           |
| -------------------- | ----------- | ------------------- |
| Sverdlovets Tashkent | 2 – 1 (dts) | Irrigator Chardzhou |

## Fase finale

### Primo turno
Le gare furono disputate tra il 2 e il 5 aprile 1968.
| Squadra 1              | Risultato   | Squadra 2               |
| ---------------------- | ----------- | ----------------------- |
| Dynamo Chmel'nyc'kyj   | 1 – 0       | Metallurg Tula          |
| Tomles Tomsk           | -           | Alga Frunze             |
| Lokomotiv Kaluga       | 1 – 0       | Dünamo Tallinn          |
| Khimik Severodonetsk   | 5 – 1       | Volga Kalinin           |
| Energiya Novocherkassk | 0 – 1       | Tekstilščik Ivanovo     |
| Sverdlovets Tashkent   | 2 – 3 (dts) | Cementnik Semipalatinsk |
| SKA Novosibirsk        | 1 – 2 (dts) | Kuzbass Kemerovo        |
| Politotdel             | 2 – 0       | Zarafshan Navoi         |
| Metalurh Zaporižžja    | 3 – 0       | Dnepr                   |
| Luč Vladivostok        | 2 – 1       | SKA-Chabarovsk          |
| Energetik Dušanbe      | 0 – 1       | Shahter Qaraǵandy       |
| Pamir Leninabad        | 1 – 0       | Rassvet Krasnojarsk     |
| Karpaty                | 1 – 0       | Spartak Mogilev         |
| Irtyš Omsk             | 1 – 0       | Aeroflot Irkutsk        |
| Temp Barnaul           | 1 – 0       | Vostok Ust'-Kamenogorsk |
| Terek Groznyj          | 2 – 1       | Spartak Joškar-Ola      |
| Stroitel' Ufa          | 1 – 0 (dts) | Zenit Iževsk            |
| SKChF Sebastopoli      | 1 – 0 (dts) | Avangard Zheltye Vody   |
| Moldova Chișinău       | 2 – 0       | Nëman                   |
| Metallurg Lipeck       | 2 – 1 (dts) | Tavrija                 |
| Lokomotiv Tbilisi      | 1 – 0       | Volga Ul'janovsk        |
| Kuban'                 | 3 – 0       | Zvezda Kirovohrad       |
| Dnepr Kremenčuk        | 2 – 1 (dts) | Spartak Nal'čik         |
| Avtomobilist Žytomyr   | 2 – 0       | Daugava Rīga            |
| Uralmaš                | 1 – 0       | Rubin                   |
| Traktor Volgograd      | 1 – 0 (dts) | Zvezda Perm'            |
| Sudostroitel' Mykolaïv | 2 – 1       | Trud Voronež            |
| SKA Leopoli            | 1 – 0 (dts) | Spartak Homel'          |
| SKA Kiev               | 3 – 2       | Kryvbas                 |
| Rostsel'maš            | 1 – 0       | Metallurg Kuibyshev     |
| Meshakhte Tkibuli      | 0 – 2       | Narzan Kislovodsk       |
| Lokomotiv Cherson      | 1 – 2 (dts) | Dinamo Stavropol'       |
| Širak Leninakan        | 6 – 1       | Polad                   |
| Spartak Ordžonikidze   | 4 – 0       | Lokomotiv Čeljabinsk    |
| Volga Gor'kij          | 3 – 0       | Volgar' Astrachan'      |
| Metallurg Şımkent      | 1 – 2       | SKA Chita               |
| Lokomotyv Vinnycja     | 1 – 2 (dts) | Dinamo Leningrado       |
| Sokol Saratov          | 1 – 0       | Šinnik                  |
| Baltika                | 1 – 0       | SKA Odessa              |

### Secondo turno
Le gare furono disputate tra il 7 aprile e il 6 maggio 1968.
| Squadra 1               | Risultato   | Squadra 2            |
| ----------------------- | ----------- | -------------------- |
| Politotdel              | 1 – 0       | Luč Vladivostok      |
| Cementnik Semipalatinsk | 0 – 1 (dts) | Stroitel' Aşgabat    |
| Pamir Leninabad         | 1 – 0       | Irtyš Omsk           |
| Kuzbass Kemerovo        | 1 – 0       | SKA Chita            |
| Neftyanik Fergana       | 1 – 0 (dts) | Temp Barnaul         |
| Shahter Qaraǵandy       | 1 – 2 (dts) | Tomles Tomsk         |
| Uralmaš                 | 3 – 0       | Spartak Ordžonikidze |
| Traktor Volgograd       | 2 – 0       | Lokomotiv Tbilisi    |
| Sudostroitel' Mykolaïv  | 1 – 0       | Tekstilščik Ivanovo  |
| Stroitel' Ufa           | 1 – 0       | Terek Groznyj        |
| Metallurg Lipeck        | 2 – 1       | Dnepr Kremenčuk      |
| Lokomotiv Kaluga        | 1 – 2       | Moldova Chișinău     |
| Karpaty                 | 0 – 1 (dts) | SKA Kiev             |
| Sokol Saratov           | 3 – 0       | Rostsel'maš          |
| Metallist Kharkov       | 2 – 0       | Metalurh Zaporižžja  |
| Khimik Severodonetsk    | 1 – 0       | Baltika              |
| Dinamo Leningrado       | 6 – 2       | Dynamo Chmel'nyc'kyj |
| Dinamo Batumi           | 2 – 1 (dts) | Volga Gor'kij        |
| Žalgiris                | 2 – 0       | SKA Leopoli          |
| Spartak Sumy            | 2 – 1       | Dinamo Stavropol'    |
| SKChF Sebastopoli       | 1 – 2 (dts) | Kuban'               |
| Metallurg Magnitogorsk  | 1 – 0       | Širak Leninakan      |
| Avtomobilist Žytomyr    | 1 – 0 (dts) | Selstroy Poltava     |
| Narzan Kislovodsk       | 1 – 0 (dts) | Dinamo Machačkala    |

### Terzo turno
Le gare furono disputate tra il 24 aprile e il 22 maggio 1968.
| Squadra 1              | Risultato   | Squadra 2            |
| ---------------------- | ----------- | -------------------- |
| Stroitel' Ufa          | –           | Narzan Kislovodsk    |
| Neftyanik Fergana      | 1 – 0       | Politotdel           |
| Kuzbass Kemerovo       | 4 – 2 (dts) | Tomles Tomsk         |
| Stroitel' Aşgabat      | 2 – 1       | Pamir Leninabad      |
| Moldova Chișinău       | 2 – 1 (dts) | Khimik Severodonetsk |
| Metallurg Magnitogorsk | 1 – 2       | Uralmaš              |
| Traktor Volgograd      | 0 – 1       | Dinamo Batumi        |
| Sudostroitel' Mykolaïv | 1 – 2       | Sokol Saratov        |
| Spartak Sumy           | 2 – 0       | Metallurg Lipeck     |
| Kuban'                 | 1 – 0 (dts) | Metallist Kharkov    |
| Avtomobilist Žytomyr   | 2 – 3       | Dinamo Leningrado    |
| SKA Kiev               | 3 – 1       | Žalgiris             |

### Quarto turno
Le gare furono disputate tra il 16 e il 28 giugno 1968.
| Squadra 1         | Risultato   | Squadra 2                |
| ----------------- | ----------- | ------------------------ |
| Sokol Saratov     | 2 – 1       | Ararat                   |
| Dinamo Batumi     | 0 – 2       | Paxtakor                 |
| Uralmaš           | 3 – 0       | Čornomorec'              |
| SKA Kiev          | 1 – 0       | Dinamo Kirovobad         |
| Moldova Chișinău  | 1 – 2 (dts) | Dinamo Minsk             |
| Kuzbass Kemerovo  | 3 – 0       | Zenit Leningrado         |
| Stroitel' Ufa     | 1 – 3       | Neftçi Baku              |
| Stroitel' Aşgabat | 3 – 0 (dts) | Kryl'ja Sovetov Kujbyšev |
| Spartak Sumy      | 1 – 3       | Qairat                   |
| Neftyanik Fergana | 0 – 2       | Torpedo Mosca            |
| Dinamo Tbilisi    | 3 – 0       | SKA Rostov               |
| Dinamo Leningrado | 1 – 4       | Šachtar                  |
| Dinamo Kiev       | 3 – 0       | Spartak Mosca            |
| CSKA Mosca        | 4 – 1       | Lokomotiv Mosca          |
| Zorja             | 3 – 1       | T'orp'edo Kutaisi        |
| Kuban'            | 0 – 3       | Dinamo Mosca             |

### Ottavi di finale
Le gare furono disputate il 23 luglio, la ripetizione il 24 luglio 1968.
| Squadra 1     | Risultato | Squadra 2         |
| ------------- | --------- | ----------------- |
| Paxtakor      | 1 – 0     | Sokol Saratov     |
| SKA Kiev      | 5 – 2     | Kuzbass Kemerovo  |
| Šachtar       | 1 – 0     | Dinamo Kiev       |
| Neftçi Baku   | 3 – 0     | Stroitel' Aşgabat |
| Qairat        | 2 – 1     | Dinamo Mosca      |
| Uralmaš       | 1 – 0     | Dinamo Tbilisi    |
| Dinamo Minsk  | 0 – 2     | Zorja             |
| Torpedo Mosca | 2 – 1     | CSKA Mosca        |

### Quarti di finale
Le gare furono disputate il 6 agosto 1968.
| Squadra 1     | Risultato | Squadra 2   |
| ------------- | --------- | ----------- |
| Qairat        | 2 – 3     | Neftçi Baku |
| Šachtar       | 1 – 0     | SKA Kiev    |
| Zorja         | 1 – 2     | Paxtakor    |
| Torpedo Mosca | 3 – 1     | Uralmaš     |

### Semifinali
Le gare furono disputate il 26 agosto 1968.
| Squadra 1   | Risultato | Squadra 2     |
| ----------- | --------- | ------------- |
| Paxtakor    | 3 – 1     | Šachtar       |
| Neftçi Baku | 0 – 2     | Torpedo Mosca |

### Finale
| Arbitro: | Tofiq Bəhramov (Baku) |

|                              |           |  |
| Jurij Sergeevič Savčenko 52’ | Marcatori |  |